# サントメ・プリンシペにおける死刑

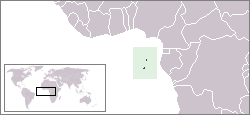
サントメ・プリンシペ

サントメ・プリンシペにおける死刑（サントメ・プリンシペにおけるしけい）の項目では、サントメ・プリンシペにおける死刑について解説する。サントメ・プリンシペにおいては1975年の独立以降一度も死刑は執行されていない。また、独立後一度も死刑執行のないまま1990年の憲法改正によって全ての犯罪に対する死刑が廃止されている。サハラ以南のアフリカにおいては、サントメ・プリンシペはブルンジ、ギニア、モーリシャス、ナミビアとともに最も早い時期に死刑を廃止した国家グループのひとつである。